# Артур Жорже
Артур Жорже (порт. Artur Jorge; 13 лютого 1946, Порту — 
22 лютого 2024, Лісабон) — португальський футболіст, що грав на позиції нападника. По завершенні ігрової кар'єри — футбольний тренер.
Виступав, зокрема, за «Бенфіку», з якою став чотириразовим чемпіоном Португалії та дворазовим володарем Кубка Португалії, а також національну збірну Португалії.
Як тренер найбільших результатів здобув на посаді тренера «Порту», з яким 1987 року став володарем Кубка чемпіонів УЄФА, крім того, по три рази вигравав з клубом чемпіонат та Суперкубкок Португалії і одного разу національний кубок.

## Клубна кар'єра
У дорослому футболі дебютував 1964 року виступами за «Порту», в якому провів один сезон, взявши участь лише у 4 матчах чемпіонату.
Протягом 1965–1969 років захищав кольори «Академіки».
Своєю грою за останню команду привернув увагу представників тренерського штабу «Бенфіки», до складу якого приєднався 1969 року. Відіграв за лісабонський клуб наступні шість сезонів своєї ігрової кар'єри. У складі «Бенфіки» він грав у нападі разом з самим Еусебіу і був одним з головних бомбардирів команди, маючи середню результативність на рівні 0,82 голу за гру першості та двічі став найкращим бомбардиром португальської ліги. За цей час чотири рази виборював титул чемпіона Португалії та двічі національний кубок.
Протягом 1975–1978 років, з недовгою перервою на оренду в американський «Рочестер Лансерс», захищав кольори «Белененсеш», де і завершив професійну ігрову кар'єру.

## Виступи за збірну
27 березня 1967 року дебютував в офіційних матчах у складі національної збірної Португалії.
Протягом кар'єри у національній команді, яка тривала 11 років, провів у формі головної команди країни лише 16 матчів, забивши 1 гол.

## Кар'єра тренера

### Початок кар'єри
Завершивши ігрову кар'єру Жорже залишився в «Белененсеші», де 1979 року і розпочав свою тренерську кар'єру, але вже наступного року перебрався в «Гімарайнш», а ще незадовго в «Портімоненсі».

### «Порту»
1984 року Артур Жорже очолив «Порту». Сім років, протягом яких він керував «Порту» (з невеликою перервою на роботу в французькому «Расінгу» (Париж)), принесли йому широку популярність завдяки, в першу чергу, перемозі над мюнхенською «Баварією» у фіналі Кубка чемпіонів 1987 року. Мюнхенці вели 1:0, але під кінець матчу пропустили два м'ячі, один з яких, забитий Рабахом Маджером п'ятою, увійшов в історію як один з найефектніших у подібних матчах. Крім того, Артур по три рази приводив команду до перемоги в чемпіонаті та Суперкубку Португалії і одного разу в національному кубку.

### Збірна Португалії
1990 року Артуру Жорже було доручено вивести національну збірну своєї рідної країни на Євро-1992, але зробити цього португальському фахівцю не вдалося і Португалія пропустила на турнір збірну Нідерландів, після чого Артур був звільнений.

### «Парі Сен-Жермен»
Проте вже наступного року Артур Жорже пережив новий злет своєї тренерської кар'єри, його запросив до себе інший паризький клуб «Парі Сен-Жермен». ПСЖ виграв з Жорже чемпіонат та Кубок Франції 1994 та 1993 року відповідно і двічі поспіль пробився до єврокубкові півфінали: в 1993 році — в Кубку кубків, а в 1994 — в Кубку УЄФА. 1995 року ця серія була продовжена: «ПСЖ» увінчав її виходом у півфінал Ліги чемпіонів. Але це вже робилося без португальця: непередбачені обставини змусили його зробити паузу. Восени 1994 року в нього в мозку виявили пухлину і з ПСЖ довелося піти.

### «Бенфіка»
Проте вже незабаром Артур Жорже повернувся до тренерської роботи, очоливши «Бенфіку», з якою не зміг досягти особливого успіху.

### Збірна Швейцарії
1996 року Артура Жорже запрошують керувати збірною Швейцарії на чемпіонаті Європи 1996 року в Англії. Причому роботу по виходу у фінальну частину турніру виконав Рой Годжсон, але напередодні турніру достроково розірвав контракт. Артуру Жорже належало лише використовувати напрацювання попередника та спробувати їх розвинути. Проте у Швейцарії йому не вдалося стати популярною фігурою. Налаштував він всіх проти себе в першу чергу тим, що не включив до заявки двох знаменитостей — Адріана Кнупа і Алена Суттера. Це був вкрай ризикований крок, бо обидва чудово виступили на ЧС-1994 та ходили в героях. На жаль, довести свою правоту Артуру Жорже не вдалося. Його збірна Швейцарії стала однією з найслабших команд чемпіонату Європи та більш-менш сприятливе враження залишила лише в першому матчі з господарями-англійцями. Це був матч відкриття, і підопічним Артура Жорже вдалося звести його внічию (1:1) завдяки пенальті, реалізованому Кубілаєм Тюрк'їлмазом наприкінці матчу. Зате в двох інших поєдинках зі збірною Нідерландів (0:2) та Шотландії (0:1) команда виступила вкрай невдало та справедливо зайняла останнє місце в групі.

### Збірна Португалії
Незважаючи на провальні результаті на чемпіонаті Європи, майже відразу після відставки Артур Жорже вдруге був запрошений до керівництва національною збірною Португалії, з завданням потрапити на французький «мундіаль» 1998 року. Але і цього разу Артуру не вдалося пробитися зі своєю рідною збірною. Тепер команді пропустила у групі перед собою не лише фаворитів збірну Німеччини, а й збірну України, яка потрапила в раунд плей-оф.
Крім того, другий прихід до збірної ознаменувався і похмурим рядком його спортивної біографії. 26 березня 1997 року збірна Португалії готувалася до відбірного матчу зі збірною Північної Ірландії у своєму тренувальному таборі. О 9:30 ранку туди в'їхав на своїй машині нападник Рікарду Са Пінту. Його ніхто не чекав, оскільки на збір він цього разу викликаний не був. Са Пінту вийшов з авто, нервово зачинив дверцята та швидким кроком попрямував до Артура Жорже. Далі — різкий хук і ще кілька ударів кулаками. Наставник повалився додолу, і його, вже лежачого, форвард продовжував бити ногами. Побиття припинилося лише в той момент, коли підбігли інші гравці. Вони відтягнули агресора від його жертви.
Са Пінту, отямившись, так і не зміг пояснити, навіщо він це зробив. Але і просити вибачення у Артура Жорже, якому довелося лягти в шпиталь, також відмовився. Будучи людиною дуже запальною та амбітною, він був вражений своїм відстороненням від збірної. Португальські ЗМІ, природно, приділили чимало місця і часу цьому неординарному інциденту. Хтось згадав, що Жорже дорікав Са Пінту в недостатній віддачі та байдужості до долі збірної. Хтось пожартував, що він, виявляється, нападник не лише по амплуа.
Два з половиною місяці знадобилося федерації, щоб визначити міру покарання. Са Пінту був дискваліфікований на рік. Ще через тиждень ФІФА поширила цю санкцію у світовому масштабі. Незадовго до закінчення штрафного року хуліган, що виступав за «Реал Сосьєдад», був амністований. Цікаво, що і Артур Жорже, не зумівши вивести Португалію в фінальний турнір ЧС-1998, був відправлений у відставку та знайшов собі роботу там же, в Іспанії в «Тенерифе», а вже незабаром став тренером нідерландського «Вітесса».

### «Парі Сен-Жермен»
1998 року Жорже повернувся в ПСЖ, але повернення вийшло вкрай невдалим і за результатами, і за стосунками з гравцями (особливо з Марко Сімоне). Загалом, уже в лютому 1999 року Артура Жорже було звільнено.

### Саудівська Аравія
Того ж року Артур відправився в Саудівську Аравію, в якій тренував клуби «Аль-Наср» (Ер-Ріяд) та «Аль-Хіляль». Причому якщо з першим клубом португальський фахівець великих здобутків не мав, то з другим 2002 року виграв чемпіонат Саудівської Аравії та Кубок володарів кубків Азії.

### ЦСКА
2002 року тренер повернувся на батьківщину, очоливши «Академіку», а вже за рік, в листопаді 2003 року, став тренером московського ЦСКА. Вже в першому ж офіційному матчі «армійці» під керівництвом португальського наставника виграли Суперкубок Росії, проте надалі результати не були такими хорошими і на літню перерву москвичі пішли з 28 очками (п'яте місце) в чемпіонаті, що на шість очок менше від свого торішнього чемпіонського графіка. Хоча у міжсезоння їх склад помітно посилився, якість гри не поліпшилася й у липні 2004 року Жорже був звільнений з посади.

### Збірна Камеруну
У листопаді 2004 року Артур Жорже став тренером збірної Камеруну і вивів її на Кубок африканських націй з футболу 2006 року в Єгипті, але не зміг пробитись на німецький «мундіаль», що відбувався того ж року. На КАН камерунці легко вийшли з групи, але у чвертьфіналі поступились по пенальті майбутнім фіналістам турніру збірній Кот-д'Івуару. В жовтні португальський фахівець покинув африканську збірну.

### «Кретей»
Останнім місцем тренерської роботи Жорже став французький клуб «Кретей», команду якого Артур очолював як головний тренер від жовтня 2006 до літа 2007 року, але не зміг зберегти команді прописку в Лізі 2.

### «МК Алжир»
27 листопада 2014 року Артур Жорже очолив алжирський клуб «МК Алжир», завершивши семирічний період без тренерської роботи. 8 жовтня 2015 року покинув команду після домашньої поразки від «Тадженанета» (2:3), після чого остаточно завершив кар'єру.

## Особисте життя
Закінчив філологічний факультет Лісабонського університету за спеціальністю «німецька література».
Захоплювався мистецтвом: колекціонував картини та проводив аукціони і виставки, любив слухати музику. Також Артур Жорже писав вірші, в 1983 він опублікував книгу Vé rtice da Água.
Будучи тренером, носив вуса, чим і запам'ятався вболівальникам.
Був одружений, є діти. Дочка Артура Жорже померла у 2013 році у віці 22-х років.
Артур Жорже помер 22 лютого 2024 року після тривалої хвороби у віці 78 років.

## Титули і досягнення

### Як гравця
- Чемпіон Португалії (4):

«Бенфіка»: 1970-71, 1971-72, 1972-73, 1974-75
- Володар Кубка Португалії (2):

«Бенфіка»: 1970-71, 1971-72

### Як тренера
- Володар Кубка європейських чемпіонів (1):

«Порту»: 1986-87
- Чемпіон Португалії (3):

«Порту»: 1984-85, 1985-86, 1989-90
- Володар Суперкубка Португалії (3):

«Порту»: 1984, 1986, 1990
- Володар Кубка Португалії (1):

«Порту»: 1990-91
- Чемпіон Франції (1):

«Парі Сен-Жермен»: 1993-94
- Володар Кубка Франції (1):

«Парі Сен-Жермен»: 1992-93
- Чемпіон Саудівської Аравії (1):

«Аль-Хіляль»: 2002
- Володар Кубка володарів кубків Азії (1):

«Аль-Хіляль»: 2002
- Володар Суперкубка Росії (1):

ЦСКА (Москва): 2004

### Індивідуальні
- Найкращий футболіст Португалії: 1967[21]
- Найкращий бомбардир чемпіонату Португалії: 1970-71, 1971-72